# Cratere Darwin
Il cratere di Darwin è un probabile cratere meteoritico situato nel sud-ovest dell'isola della Tasmania in Australia. 

## Descrizione
La struttura si presenta come una depressione circolare col fondo piatto di 1,2 km di diametro senza bordo rialzato situata in una zona montagnosa e boscosa del versante orientale della catena montuosa delle West Coast Range, a circa 26 km a sud della città di Queenstown, all'interno del Parco Nazionale Franklin-Gordon Wild Rivers.
Il cratere è stato scoperto dal geologo Ramsay J. Ford nel 1972 nel corso di una ricerca effettuata per trovare il punto d'origine del vetro di Darwin, un vetro da impatto che è stato rinvenuto in un'area di oltre 400 km² nel Sud-Ovest della Tasmania. Sulla base di indagini geofisiche e di sondaggi, il cratere risulta riempito di oltre 100 metri di brecce coperte di sedimenti lacustri del Pleistocene. Anche se per ora non si ha la certezza definitiva di una sua origine meteoritica, l'ipotesi da impatto è sostenuta dall'esistenza del vetro di Darwin e dalla stratigrafia e dalle alterazioni da impatto presentate dal materiale che riempie il cratere.
L'età di formazione del cratere Darwin, partendo dal presupposto che il cratere è stato originato dallo stesso evento che ha creato il vetro di Darwin è, in base all'età del vetro, determinata col metodo dell'argon, di 816.000 ± 7.000 anni.